# Coming Up (альбом)
Coming Up — третий студийный альбом английской группы Suede. Выпущен звукозаписывающей компанией Nude Records в 1996 году.

## Об альбоме
Coming Up стал достойным ответом на вопрос, сумеет ли группа справиться без Батлера и сумеет ли Оукс заменить его в качестве композитора и гитариста. Тому подтверждением стали 5 выпущенных синглов, первые места в национальных хит-парадах, начиная буквально с первой недели выхода альбома. Многие отметили изменение звучания «Suede»: музыка стала более хитовой и запоминающейся, более светлой и оптимистичной. Да и сам Андерсон определил её как «слегка слащавый поп». На этом альбоме к группе присоединился клавишник и второй вокалист Нил Кодлинг, двоюродный брат ударника Саймона Гилберта.

## Список композиций
| №                   | Название                   | Длительность |
| ------------------- | -------------------------- | ------------ |
| 1.                  | «Trash»                    | 4:06         |
| 2.                  | «Filmstar»                 | 3:25         |
| 3.                  | «Lazy»                     | 3:19         |
| 4.                  | «By the Sea»               | 4:15         |
| 5.                  | «She»                      | 3:38         |
| 6.                  | «Beautiful Ones»           | 3:50         |
| 7.                  | «Starcrazy»                | 3:33         |
| 8.                  | «Picnic by the Motorway»   | 4:45         |
| 9.                  | «The Chemistry Between Us» | 7:04         |
| 10.                 | «Saturday Night»           | 4:32         |
| Общая длительность: | Общая длительность:        | 42:27        |